# Батура
Бату́ра  (Батурова гора) — відокремлена гора в складі системи Канівських гір. Розташована на Зарубинецькому мисі на території Канівського району Черкаської області України.
Гора отримала свою назву на честь похованого тут козака Батури. На вершині збереглася його могила з великим кам'яним хрестом.
| {{{alt}}} | Це незавершена стаття про Канівський район. Ви можете допомогти проєкту, виправивши або дописавши її. |